# Arganil
Arganil est une municipalité (en portugais : concelho ou município) du Portugal, située dans le district de Coimbra et la région Centre.

## Géographie
Arganil est limitrophe :
- au nord, de Penacova, de Tábua et d'Oliveira do Hospital,
- au nord-est, de Seia,
- à l'est, de Covilhã,
- au sud, de Pampilhosa da Serra et de Góis,
- à l'ouest, de Vila Nova de Poiares.

## Démographie
| 1801  | 1849  | 1900   | 1930   | 1960   | 1981   | 1991   | 2001   | 2004   |
| ----- | ----- | ------ | ------ | ------ | ------ | ------ | ------ | ------ |
| 4 075 | 7 814 | 21 232 | 18 343 | 19 237 | 15 507 | 13 926 | 13 623 | 13 187 |

| 2011   | - | - | - | - | - | - | - | - |
| ------ | - | - | - | - | - | - | - | - |
| 12 145 | - | - | - | - | - | - | - | - |

## Subdivisions
La municipalité d'Arganil groupe 18 paroisses (freguesia, en portugais) :
- Anceriz
- Arganil : a rang de « ville »
- Barril de Alva
- Benfeita
- Celavisa
- Cepos
- Cerdeira
- Coja
- Folques
- Moura da Serra
- Piódão
- Pomares
- Pombeiro da Beira
- São Martinho da Cortiça
- Sarzedo
- Secarias
- Teixeira
- Vila Cova de Alva